# Ондржей Палат
Ондржей Палат (чеськ. Ondřej Palát; 28 березня 1991, м. Фрідек-Містек, Чехія) — чеський хокеїст, лівий нападник. Виступає за «Нью-Джерсі Девілс» у Національній хокейній лізі.
Вихованець хокейної школи ХК «Фрідек-Містек». Виступав за «Драммонвіль Волтіжерс» (QMJHL), «Норфолк Едміралс» (АХЛ), «Сірак'юс Кранч» (АХЛ), «Тампа-Бей Лайтнінг».
В чемпіонатах НХЛ — 783 матчі (168+322), у турнірах Кубка Стенлі — 150 матчів (51+50), станом на грудень 2024.
У складі національної збірної Чехії учасник зимових Олімпійських ігор 2014 (4 матчів, 0+0). У складі молодіжної збірної Чехії учасник чемпіонату світу 2011. У складі юніорської збірної Чехії учасник чемпіонатів світу 2008 (дивізіон І) і 2009.
Досягнення
- Володар Кубка Колдера (2012)
- Володар Кубка Стенлі (2020, 2021)
- Чемпіон світу (2024)